# Mairang
Mairang là một thị xã và là nơi đặt ủy ban khu vực thị xã (town area committee) của quận West Khasi Hills thuộc bang Meghalaya, Ấn Độ.

## Địa lý
Mairang có vị trí 25°34′B 91°38′Đ / 25,57°B 91,63°Đ Nó có độ cao trung bình là 1564 mét (5131 feet).

## Nhân khẩu
Theo điều tra dân số năm 2001 của Ấn Độ, Mairang có dân số 11.517 người. Phái nam chiếm 50% tổng số dân và phái nữ chiếm 50%. Mairang có tỷ lệ 62% biết đọc biết viết, cao hơn tỷ lệ trung bình toàn quốc là 59,5%: tỷ lệ cho phái nam là 62%, và tỷ lệ cho phái nữ là 63%. Tại Mairang, 22% dân số nhỏ hơn 6 tuổi.